# Liste der Monuments historiques in Saint-Aigulin
Die Liste der Monuments historiques in Saint-Aigulin führt die Monuments historiques in der französischen Gemeinde Saint-Aigulin auf.

## Liste der Objekte
| Bezeichnung      | Beschreibung                       | Standort                     | Kennzeichnung | Schutzstatus | Datum | Bild |
| ---------------- | ---------------------------------- | ---------------------------- | ------------- | ------------ | ----- | ---- |
| Prozessionskreuz | Kupfer, vergoldet, 18. Jahrhundert | in der Kirche St-Fort (Lage) | PM17001873    | Inscrit      | 1999  |      |